# Simon Milton (chính khách)
Sir Simon Henry Milton (2 tháng 10 năm 1961 – 11 tháng 4 năm 2011) là một chính khách Bảo thủ người Anh. Gần đây ông giữ chức Phó Thị trưởng Chính sách và Kế hoạch của London, và trước đó là lãnh đạo Hội đồng Thành phố Westminster và Chủ tịch Hiệp hội Chính quyền Địa phương. Milton là một giám đốc của Ian Greer Associates, một công ty vận động hành lang quốc hội "có liên kết chặt chẽ với đảng Tory", là trung tâm của vụ bê bối Cash-for-question trong những năm 1990.

## Tuổi thơ
Milton là con trai của Clive và Ruth Milton và lớn lên ở Cricklewood, London. Cha của ông là một trong những đứa trẻ Do Thái được giải cứu bởi nhiệm vụ Kindertransport và được đưa đến Anh vào năm 1939. Milton được đào tạo tại Trường St Paul, London, và Cao đẳng Gonville và Caius, Cambridge, nơi ông là Chủ tịch Hiệp hội Bảo thủ Đại học Cambridge và Chủ tịch Liên minh Cambridge.
Ông bắt đầu sự nghiệp làm việc tại Sharaton's, công việc kinh doanh của cha ông, một chuỗi cửa hàng bánh ngọt và thợ làm bánh với khoảng hai mươi cửa hàng ở Bắc Luân Đôn. Công việc kinh doanh đã được bán cho Ponti khi ông về hưu.
Ông đã ứng cử vào Quốc hội không thành công cho Đảng Bảo thủ ở Leicester East trong Tổng tuyển cử năm 1997.

## Đời tư
Milton được chẩn đoán mắc bệnh bạch cầu vào năm 1990. Năm 1998, ông đã trải qua một ca cấy ghép tủy xương. Kết quả là hệ thống miễn dịch của ông bị suy yếu, dẫn đến một cơn viêm phổi làm tổn thương nghiêm trọng đến phổi của ông. Sức khỏe của ông không bao giờ hồi phục hoàn toàn. Ông và bạn đời Robert Davis, Ủy viên Hội đồng Westminster và cựu Thị trưởng thành phố Westminster, đã ở bên nhau hơn 20 năm và tham gia vào một quan hệ đối tác dân sự vào tháng 6 năm 2007.
Ông là thành viên của Giáo đường Do Thái Tây London.
Milton đã qua đời vào ngày 11 tháng 4 năm 2011, ở tuổi 49.